# Elaeagnus tonkinensis
Espèce
Statut de conservation UICN

 LC  : Préoccupation mineure
Elaeagnus tonkinensis est une espèce de plantes à fleurs de la famille des Elaeagnaceae. On le trouve dans le sud de la Chine et au Viêt Nam (où il est appelé nhót),.

## Description
Elaeagnus tonkinensis est un arbuste à feuilles persistantes, dressés, d'environ 3 m de haut. Les jeunes branches présentent des écailles ferrugineuses denses. Le pétiole de 6 mm, mince, densément écailleux brun foncé ; les limbes sont elliptiques de 4,5-5,6 × 1,5-2,4 cm, papilleux, abaxialement densément écailleux blanc jaunâtre avec quatre ou cinq nervures latérales par côté de la nervure centrale, discrètes sur les deux surfaces, à base obtuse, marge entière, apex obtus. Les fleurs sont souvent 2-5 à l'aisselle. Le pédicelle est jaune clair de 2-3 mm. Les fleurs nodales, brun clair, extérieur densément écailleux. Le tube du calice est en forme de coupe, campanulé, 3,5-4 mm ; les lobes sont largement triangulaires ou largement ovales, d'environ 3 mm, à l'intérieur avec des poils stellaires épars, apex cuspidé. Les filaments sont très courts ; les anthères ellipsoïdes, d'environ 1,8 mm. Le style est en forme de « S ». Les drupes sont étroitement ellipsoïdes, d'environ 1,2 × 0,4 cm, écailleuses de couleur rouille. La floraison a lieu en novembre ou décembre, les fruits sont mûrs en mars-avril.

## Répartition et habitat
Ce taxon se rencontre dans les pays suivants : Chine, Thaïlande, Viêt Nam. Il est présent sur les pentes montagneuses ouvertes à 1 900-2 600 m d'altitude. 

## Systématique
Le nom correct complet (avec auteur) de ce taxon est Elaeagnus tonkinensis Servett. (d).
Elaeagnus tonkinensis a pour synonymes :
- Elaeagnus tonkinensis var. grandifolia Lecomte
- Elaeagnus tonkinensis var. longispicata Lecomte

### Étymologie
Son épithète spécifique, composée de tonkin et du suffixe latin -ensis, « qui vit dans, qui habite », lui a été donnée en référence à sa localité type, le Tonkin, nom utilisé jadis pour désigner la partie septentrionale du Viêt Nam actuel. 